# 면실유

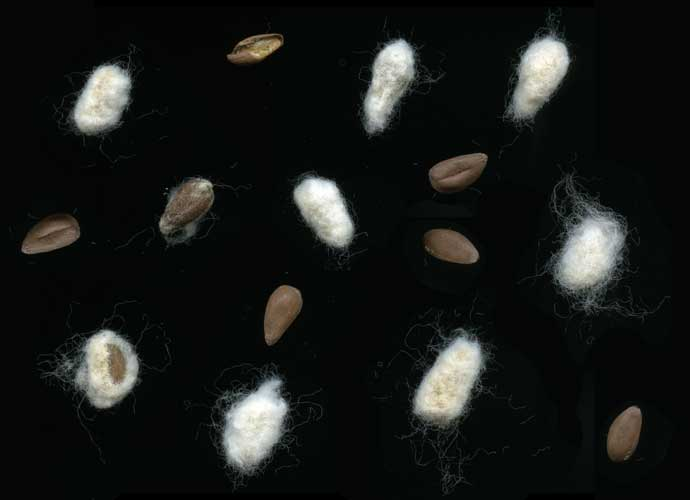
면실

면실유(棉實油)는 목화 씨에서 짜낸 기름이다. 주로 유지와 마가린을 만들거나 요리할 때, 또는 샐러드용 기름으로 사용한다. 목화 씨에는 기름이 15 ~ 24% 포함되어 있는데, 우선 씨의 겉껍질을 제거한 다음 기름을 뽑아낸다. 공장에서는 기름을 뽑아내는 용액에 씨앗을 담그는 용매 추출법으로 얻는다. 미국이 가장 큰 소비국이며, 인도·중국·멕시코·이집트·파키스탄·브라질 등에서도 많이 생산된다.

## 역사
고대 중국과 인도에서 약이나 등잔기름으로 이용했지만, 상업적으로 이용하기 시작한 것은 비교적 근대의 일이다. 상업적 대량생산이 이루어지기 전에도 소규모로 생산된 면실유가 미국남부의 흑인노예들이 치킨을 튀기거나 영국에서 피시앤칩스 조리용 등 식품조리에 사용되었다.
유럽인들은 나폴레옹의 대륙봉쇄(1806~14)에 맞선 영국의 해상봉쇄의 여파로 기름의 공급 부족을 경험했다. 그런데 1820년대와 1830년대에 산업화와 근대화로 급격히 인구가 증가하여 공업용과 식용 기름의 수요는 더욱 증가했다. 공급부족으로 가격이 상승하자 거의 버려지던 면화씨에서 기름을 추출하려는 상업적 시도가 있었으나 면화씨의 껍질을 대량으로 분쇄하는 것은 쉽지 않았다. 이 문제는 1857년 윌리엄 피(William Fee)가 효과적인 분쇄기를 발명함으로써 해결되었다.
1883년 미시시피 주 나체스에 면실유 제분소가 세워지는 등 면화씨를 이용한 면실유가 대량생산되자 상대적으로 비싼 고래 기름과 라드(돼지기름)를 대체하여 불(야간 조명)을 켜거나 산업용으로 사용되기 시작했다. 남북전쟁 뒤에는 면실유 산업이 더욱 성장하였다.
19세기말, 프랑스의 화학자 폴 사바티에(Paul Sabatier)가 고온에서 유기물에 수소를 혼합하는 수소화 기법을 개발했다. 상온에서 액체 상태를 유지하는 면실유를 고형화하기 위해서는 동물성 지방과 혼합해야 했으나 에드윈 케이서는 수소화 기법을 이용하여 기름을 고체화하는데 성공한후 미국에 특허를 출원하였다. 미국 기업 P&G가 이 방법을 이용하여 면실유를 반고체화 시킨 식용 쇼트닝 제품을 개발한 후, 1911년부터 크리스코(Crisco)라는 브랜드로 판매를 시작했다. "동물성 지방보다 건강에 좋다"고 하며 매우 공격적인 마케팅을 통하여 시장공략에 성공하자 면실유 소비량이 크게 증가하면서 일반 가정에서도 튀김요리를 할 수 있을 정도로 식용유 사용이 대중화 되었다.
1944년에 목화씨 부족과 콩기름 가격이 저렴해지면서 콩기름이 식용유 시장을 점유해 나갔고 1940년대 후반에 콩기름이 면실유를 대체했다.
1982년 한국에서 처음으로 참치캔 제품을 선보일때 면실유를 사용했었다.

## 치료효과
버밍엄의 앨라배마대학 연구진에 의하면 면실유에서 추출한 치료제를 실험적으로 사용해본 결과 다형성 교모세포종을 치료하는데 현저한 효과가 있었다고 한다. 목화씨에 함유된 유효한 성분으로 만든 알약인 AT-101을 이용해서 제2상 임상실험을 한 결과인데, 악성세포가 제멋대로 성장하는 것을 억제한 것으로 추정된다고 한다. 이 성분으로 치료받은 56명의 환자 중 많은 사람들이 뇌종양의 진행이 멈추었다.
미시간대학에서 동물을 대상으로 연구해본 결과 면실유에서 추출한 성분이 전립선암 치료방법의 효과를 올려주는 것으로 밝혀졌고 다른 암을 치료하는 효과도 높여줄 가능성이 있는 것으로 추정되고 있다. 또 텍사스 의료센터에서 연구해본 결과 면실유에 비타민 E가 풍부하고 자연적으로 콜레스테롤을 낮추어주는 효과가 있어서 면실유를 복용하면 심장병을 치료하는데 도움이 될 수가 있다고 한다.

## 속성
조제유(粗製油)는 갈색 또는 녹갈색이고, 정제유(精製油)는 연한 노란색 또는 무색이며, 냄새가 없으며 비누화값 190∼200, 아이오딘값 90∼120이다. 지방산 조성의 한 예를 들면, 리놀레산 35~55%, 올레산 15~35%, 팔미트산 23%, 그리고 소량의 미리스트산·스테아르산·아라키돈산 등을 함유한다. 면실유를 냉각하여 고지분(固脂分: 포화산글리세리드로서 ‘스테아린’이라 한다)을 제거한 기름을 윈터오일(winter oil), 고지분을 제거하지 않은 것을 서머오일(summer oil)이라 한다.
| 유형   | 가공 처리 | 포화지방산 | 단일불포화지방산 | 단일불포화지방산 | 고도불포화지방산 | 고도불포화지방산 | 고도불포화지방산 | 고도불포화지방산 | 발연점 |
| 유형   | 가공 처리 | 포화지방산 | 전체             | 올레산 (ω-9)     | 전체             | α-리놀렌산 (ω-3) | 리놀레산 (ω-6)   | ω-6:3 비율       | 발연점 |
| ------ | --------- | ---------- | ---------------- | ---------------- | ---------------- | ---------------- | ---------------- | ---------------- | ------ |
| 면실유 |           | 25.9       | 17.8             | 19               | 51.9             | 1                | 54               | 54:1             | 216도  |

## 같이 보기
- 땅콩기름

## 참고 자료
- 이 문서에는 다음커뮤니케이션(현 카카오)에서 GFDL 또는 CC-SA 라이선스로 배포한 글로벌 세계대백과사전의 내용을 기초로 작성된 글이 포함되어 있습니다.